# 安威氏
安威氏（あいうじ）は、日本の氏族。南北朝時代、室町時代の武家。

## 解説
摂津国出身の武士と推定されており、暦応4年（1341年）6月の室町幕府奉行人内において「安威性遵」なる人名が確認されている。また、康永2年（1343年）の言上状においても「安威新左衛門入道性意」という人名が確認できており、当時の幕府の奉行人的地位であり、翌年以降に名が連ねられていない事から、何らかの理由で罷免され、以後は摂津国人として勢力を持っていたと見られている。